# Gouverneur des Herzogtums Burgund
Der Gouverneur des Herzogtums Burgund war der vom Herzog von Burgund und später vom französischen König ernannte und mit großen Vollmachten ausgestattete Militärkommandant der Region.
Der Herzog ernannte die Gouverneure aus dem regionalen Adel (Toulongeon, Vergy, Vienne), der König bevorzugte Familien aus dem nichtburgundischen Adel, vor allem die La Trémoille und Amboise. Mit dem Anwachsen der königlichen Macht nahm die Bedeutung des Amtes kontinuierlich ab, bis nur noch die Repräsentationsfunktion übrig blieb und die Gouverneure schließlich auch nicht mehr in der Provinz residierten. Von 1543 bis 1595 wurde das Amt von den Guise wahrgenommen, von 1659 bis zur Revolution von den Bourbon-Condé.
Der Gouverneur des Herzogtums Burgund ist zu unterscheiden vom Gouverneur der Freigrafschaft Burgund, die bis 1677 der spanischen Krone unterstand.

## Territorialer Umfang
Das Gouvernement général militaire de Bourgogne bestand aus:
1. dem Herzogtum Burgund mit der Hauptstadt Dijon, bestehend aus
  1. dem Dijonnais, dem Autunois mit dem Brionnais und dem burgundischen Bourbonnais (um Bourbon-Lancy),
  2. dem Chalonnais (um Chalon-sur-Saône) mit der Bresse chalonnaise
  3. dem Auxois (um Semur-en-Auxois) und
  4. dem Châtillonais (um Châtillon-sur-Seine)
2. den „angrenzenden Grafschaften“ (comtés adjacents), d. h.
  1. die Grafschaft Auxonne,
  2. die Grafschaft Charolais,
  3. die Grafschaft Mâcon,
  4. die Grafschaft Auxerre und
  5. die Grafschaft Bar-sur-Seine
3. den „angrenzenden Gebieten“ (pays adjacents), die Heinrich IV. 1601 mit dem Vertrag von Lyon erworben hatte, d. h.
  1. die Bresse,
  2. der Bugey mit dem Valromey,
  3. das Pays de Gex

1781 wurde schließlich das Fürstentum Dombes hinzugefügt.

## Unterteilung
Das Gouvernement war in sechs Lieutenances-générales unterteilt:
1. Dijon, Châtillonais, Auxone und Bar-sur-Seine
2. Autunois, Auxois und Auxerrois
3. Chalonnais
4. Charolais
5. Mâconnais
6. Bresse, Bugey, Valromey und Pays de Gex

## Liste der Gouverneure des Herzogtums Burgund

### Gouverneure des Herzogs von Burgund
| Datum     | Name                                                                                       |
| --------- | ------------------------------------------------------------------------------------------ |
| ab 1352   | Olivier de Laye, Gouverneur des Duché et Comté de Bourgogne                                |
| ab 1355 ? | Jean de Noyers, X 1361, Comte de Joigny                                                    |
|           | Jean de Rye, Seigneur de Balançon                                                          |
| ab 1356   | Jean de Vienne († 1382), 1355 Erzbischof von Besançon                                      |
| ab 1359 ? | Guy de Frôlois, Seigneur de Molinot                                                        |
|           | Jean de Montaigu, Sire de Sombernon                                                        |
| 1368      | Geoffroy de Blaisy († nach 1372), Sire de Mauvilly, Toulongeon, Vergy                      |
|           | Guy II. de Pontailler († 1392), Marschall und Gouverneur von Burgund                       |
|           | Jean II. de Toulongeon (1381 – 1427), Marschall, Gouverneur und Generalkapitän von Burgund |
|           | Antoine de Toulongeon (1385 – 1432), Marschall, Gouverneur und Generalkapitän von Burgund  |
|           | Guillaume III. de Vienne († 1435/45), Gouverneur von Herzogtum und Freigrafschaft Burgund  |
|           | Antoine de Vergy (1375 – 1439) Graf von Dammartin                                          |
|           | Jean IV. de Vergy († 1461), 1396 Seneschall von Burgund                                    |

### Gouverneure des Königs von Frankreich
| Datum       | Name |
| ----------- | --- |
| ab 1477     | Georges II. de La Trémoille (1427–1481), Sire de Craon |
|             | Charles I. d’Amboise († 1481), Seigneur de Chaumont, 1475 Comte de Brienne |
| 1481 – 1499 | Jean de Baudricourt († 1499), Marschall von Frankreich |
| ab 1483     | Jean I. d’Amboise († 1498), 1475 Bischof von Maillezais, 1481 Bischof von Langres, 1483 von Ludwig XI. zum Gouverneur des deux Bourgognes ernannt und von Karl VIII. bestätigt |
| 1499 – 1506 | Engelbert von Kleve (Engilbert de Clèves, 1462–1506), Comte de Nevers |
| 1506 – 1525 | Louis II. de la Trémoille (1460–1525), Prince de Talmont |
| 1526 – 1543 | Philippe Chabot (1492–1543), Comte de Charny, Admiral von Frankreich |
| 1543 – 1550 | Claude de Lorraine (1496–1550), Duc de Guise |
| 1550 – 1573 | Claude de Lorraine (1526–1573), Duc d'Aumale, Sohn seines Vorgängers |
| 1573 – 1595 | Charles de Lorraine (1554–1611), Duc de Mayenne, Neffe seines Vorgängers |
| 1595 – 1602 | Charles de Gontaut (1562–1602), 1594 Marschall von Frankreich, 1598 Duc de Biron                                                                                               |
| 1602 – 1631 | Roger II. de Saint-Lary (1562–1646), 1619 Duc de Bellegarde |
| 1631 – 1646 | Henri II. de Bourbon (1588–1646), Prince de Condé |
| 1646 – 1650 | Louis II. de Bourbon (1621–1686), Prince de Condé, Sohn seines Vorgängers, 1. Amtszeit                                                                                         |
| 1650        | César de Bourbon (1594–1665), Duc de Vendôme |
| 1651 – 1659 | Bernard de Nogaret de La Valette (1592–1661), Duc d'Épernon |
| 1659–1676   | Louis II. de Bourbon, Prince de Condé, 2. Amtszeit |
| 1676 – 1709 | Henri-Jules de Bourbon (1643–1709), Prince de Condé |
| 1709 – 1710 | Louis III. de Bourbon (1668–1710), Prince de Condé |
| 1710 – 1740 | Louis-Henri de Bourbon (1692–1740), Prince de Condé |
| 1740 – 1789 | Louis-Joseph de Bourbon (1736–1818), Prince de Condé |